# Гожув-Слёнский
Го́жув-Слёнский (пол. Gorzów Śląski)  —  город  в Польше, входит в Опольское воеводство,  Олесненский повят.  Имеет статус городско-сельской гмины. Занимает площадь 18,68 км². Население — 2606 человек (на 2006 год).